# Sugawara no Sukeaki
Sugawara no Sukeaki (菅原輔昭?) fue un poeta japonés que vivió a mediados de la era Heian, específicamente en la segunda mitad del siglo X. Su padre fue Sugawara no Fumitoki. Es considerado como uno de los treinta y seis poetas que conforman la lista del Chūko Sanjūrokkasen.
Recibió los títulos de Jugoi y Dainaiki. En 982 se convirtió en un monje budista.
Como poeta waka participó en varios concursos en 975 y 977. Cuatro de sus poemas fueron incluidos en diversas antologías imperiales a partir del Shūi Wakashū.